# Stippel

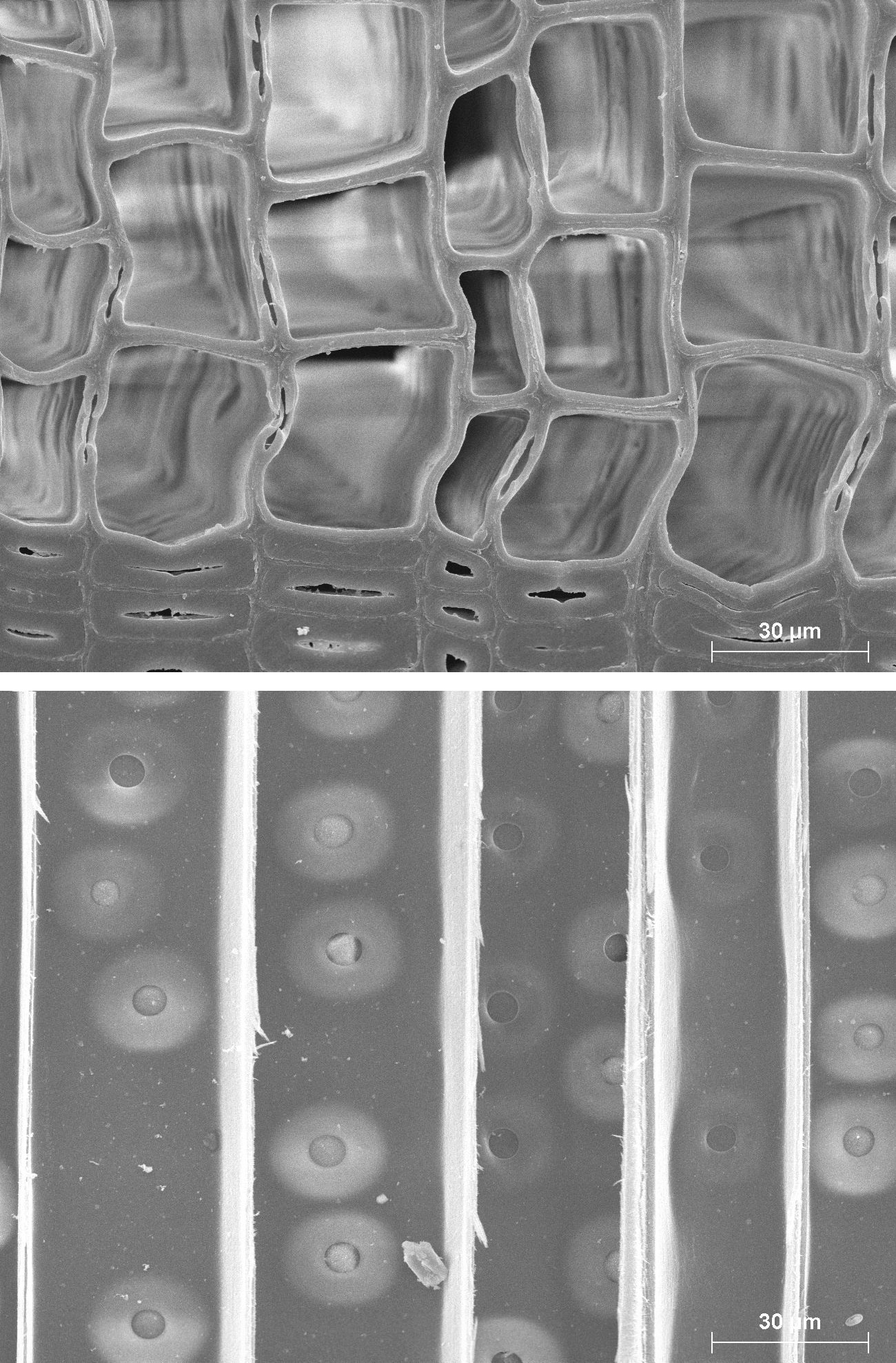
Hofstippels in tracheïden bij fijnspar (boven:dwarsdoorsnede; onder:radiale doorsnede) (Rasterelektronenmicroscopische opname)

Een stippel is een verdunning in de celwand van een plantencel waardoor de uitwisseling van stoffen tussen cellen gemakkelijker kan plaatsvinden. Bij cellen met een verhoute celwand bevindt zich bovendien een structuur rondom deze verdunning die het stippelhof genoemd wordt. Het transport vindt plaats door de verdunde celwand heen, en niet door een opening zoals bij plasmodesmata het geval is. Stippels zijn belangrijk voor het transport van water en andere stoffen. Ze komen dan ook vooral voor in het xyleem van de plant.

## Ontdekking en naamgeving
De eerste afbeeldingen van stippels zijn afkomstig van Marcello Malpighi uit 1675 en van Antonie van Leeuwenhoek uit 1722. Lange tijd werden ze gezien als wratten of gaten in de celwand en 'poriën' genoemd. Ludolph Christian Treviranus sprak van 'gestippelde of doorboorde vaten'. Hugo von Mohl onderkende in 1828 dat het geen poriën in de celwand waren maar dunne plekken. Sindsdien worden ze in het Nederlands 'stippels' genoemd.

## Functie
Bij cellen waarvan de celwand verhout is, zijn stippels noodzakelijk om de stoffenuitwisseling tussen cellen überhaupt te laten plaatsvinden. Bij niet-verhoute celwanden is de uitwisseling van stoffen tot 5 nm door de celwand heen nog mogelijk. Door de verhouting neemt de doorlaatbaarheid van de celwand echter sterk af. Daarom worden er stippels gevormd voor de uitwisseling van stoffen naar de buurcellen. Deze vorm van stoffenuitwisseling is vooral belangrijk voor het watertransport in houtvaten en tracheïden, waarvan de cellen verhoute wanden hebben.
Ook bij niet-verhoute parenchymcellen komen stippels voor. In dit geval is de functie vooral om de stofuitwisseling tussen de cellen te versnellen.
Naast de stoffenuitwisseling neemt men aan dat de stippels ook de functie hebben om cavitatie tegen te gaan, door de luchtbellen die in een cavicatiecel ontstaan tegen te houden.

## Ontstaan en structuur

### Algemeen
In de regel ontstaan stippels tegenover elkaar in cellen die aan elkaar grenzen. Het deel van het raakvlak tussen beide cellen waar de stippel ontstaat, wordt het kruisingsvlak genoemd.

### Niet-verhoute celwand
In het geval van een stippel bij een niet-verhoute parenchymcel heeft deze een eenvoudige structuur: het bestaat slechts uit een verdunning in de celwand de cellen, waardoor een kanaal voor de stofuitwisseling tussen de cellen ontstaat.

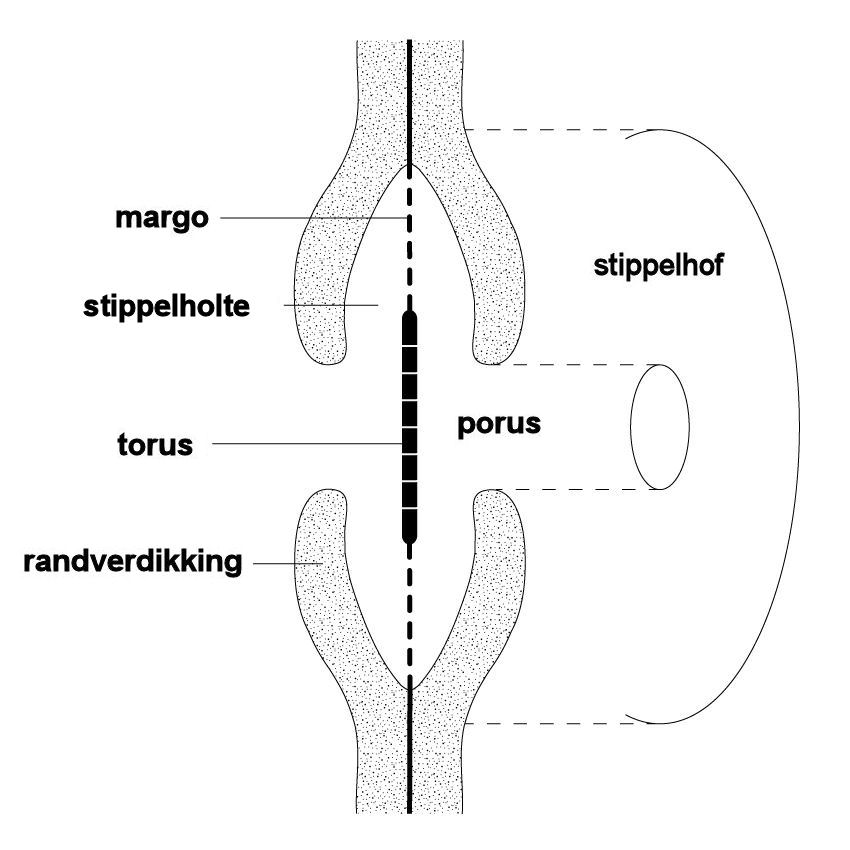
Hofstippel bij een naaldboom

### Verhoute celwand
Bij een stippel in cellen met een verhoute celwand is de structuur complexer. In dit geval begint een stippel te ontstaan doordat zich een randverdikking in de celwand vormt. De secundaire celwand van beide cellen laat los en stulpt naar binnen waardoor de stippelholte ontstaat. Tussen de cellen bevindt zich alleen nog het sluitvlies, dat bestaat uit de primaire celwanden van beide cellen en het middenlamel. De randverdikking zorgt ervoor dat het oppervlak van het sluitvlies (dat een grotere doorlaatbaarheid heeft) vergroot wordt, zonder dat de stevigheid van de celwand verloren gaat.
In aanzicht heeft de randverdikking een ronde, veelhoekige of langgerekte vorm, en wordt deze het stippelhof genoemd. Het stippelhof heeft één of meerdere gaten, die porus (meervoud: poriën) genoemd worden. Het kanaal dat door zo'n porus loopt heet het stippelkanaal. Dit kanaal heeft een binnen- en een buitenmond. Bij een stippel met een ronde hof komt vaak een spleetvormig kanaal voor, of een kanaal met ronde buiten- en spleetvormige binnenmond. Soms staan deze spleten schuin, en kruisen ze de spleten van de cel aan de andere kant van de stippel. Dit verschijnsel wordt een kruisspleet-hofstippel gevormd.

### Naaldbomen
Een uitzondering op de regel dat deze complexere structuur alleen optreedt bij verhoute cellen komt voor in de naalden van naaldbomen. De dunwandige, dode parenchymcellen zijn hier niet verhout, maar toch hebben ze een stippelhof. In naaldbomen kan een stippelhof dus zowel bij verhoute als bij niet-verhoute cellen voorkomen.
Een andere bijzonderheid die bij naaldbomen optreedt, is de vorming van een torus ('kussen') in het sluitvlies. In dit geval wordt het sluitvlies dat om de torus heen ligt margo genoemd. De torus is opgehangen aan radiale (spaaksgewijze) draden, die met een lichtmicroscoop te zien zijn als strepen op de margo. Deze draden zijn doorlaatbaar voor vloeistoffen. Bij grote drukverschillen wordt de torus tegen de mond van de porus geduwd. Hierdoor wordt de stippel afgesloten als er grote drukveranderingen optreedt, bijvoorbeeld door zuiging in de vaatholte van een houtvat of tracheïde.

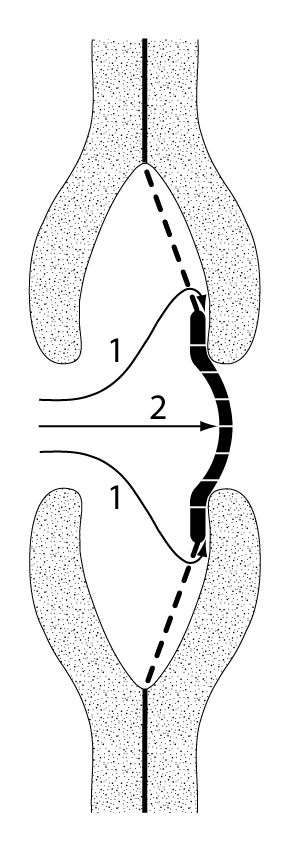
Afgesloten hofstippel doordat de torus tegen de mond van de porus geduwd is (naaldboom)
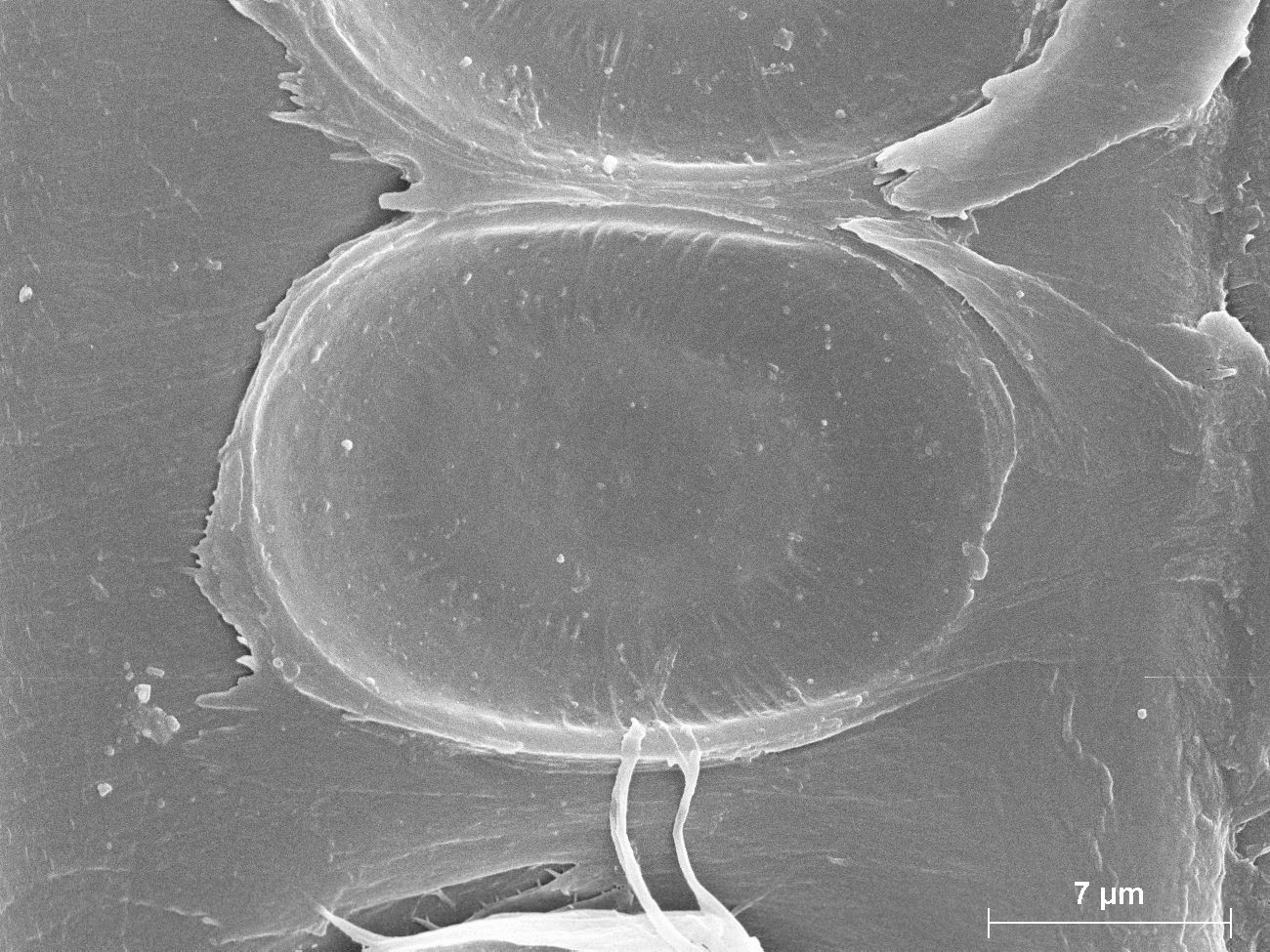
Torus in het kernhout van de fijnspar (Rasterelektronenmicroscopische opname)

## Stippelparen

### Hofstippel

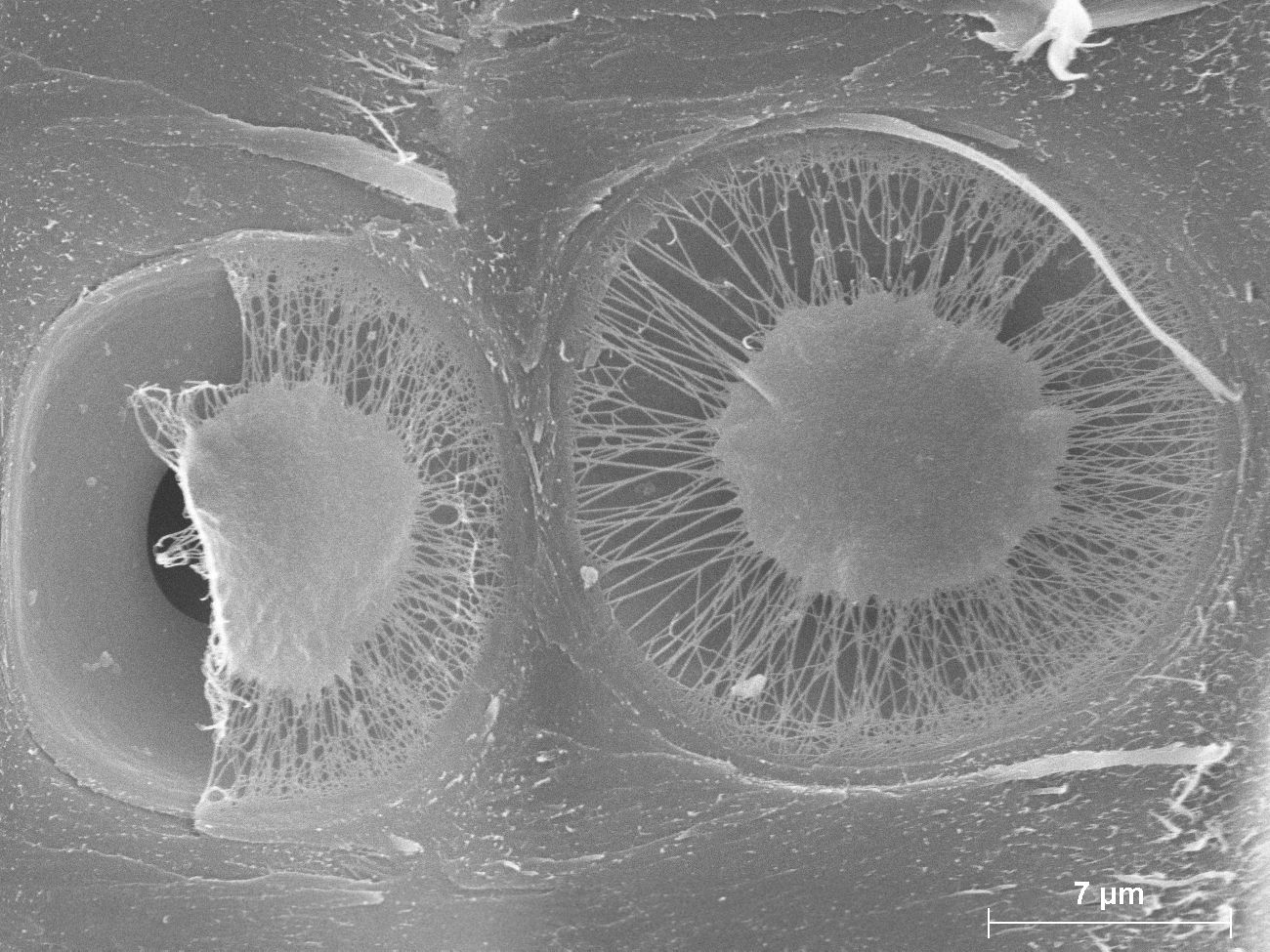
Hofstippels bij fijnspar. De torus en de radiale draden zijn duidelijk te zien. (Rasterelektronenmicroscopische opname)

Bij een hofstippel hebben de cellen aan beide kanten van het kruisingsvlak een stippelhof. Dit kan dus voorkomen als beide cellen een verhoute celwand hebben, of bij dode parenchymcellen in de naalden van coniferen.

### Halve hofstippel

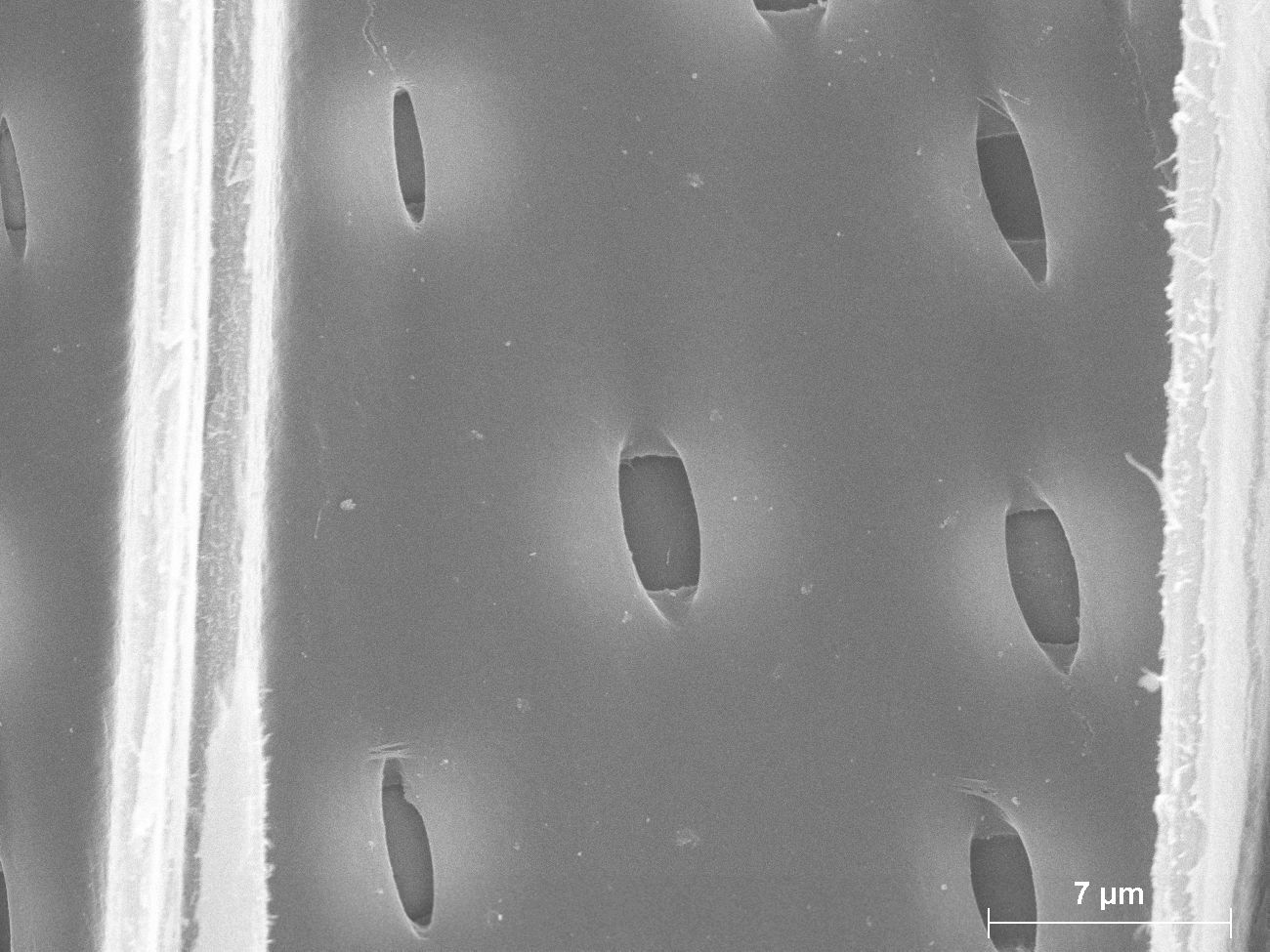
Halve hofstippel bij fijnspar, tracheïde grenzend aan een levende cel (Rasterelektronenmicroscopische opname)

Bij een halve hofstippel heeft slechts een van de beide cellen een stippelhof. Het gaat hier vaak om een houtvat of tracheïde aan de ene kant (met een verhoute wand), en een levende parenchymcel aan de andere kant. Aan de kant van de levende cel bevinden zich geen stippelhof en geen poriën. Het aantal en de vorm van de halve hofstippels in de kruisingsvelden is een belangrijk determinatiemiddel bij de naaldbomen.
De poriën aan de kant van de tracheïde kunnen verschillende vormen hebben. Naar deze vorm wordt een onderscheid gemaakt tussen verschillende soorten stippels:
- Vensterstippel: stippel met een groot oppervlak met bijna over het gehele kruisingsvlak poriën
- Pinoïde stippel: ovale tot rondachtige poriën met gereduceerde wandverdikkingen
- Piceoïde stippel: spleetvormige, rond de hof overlappende poriën
- Cupressoïde stippel: lensvormige, rond de hof overlappende poriën
- Taxodiode stippel: ovale tot rondachtige, rond de hof niet-overlappende poriën[2].

### Gewone stippel

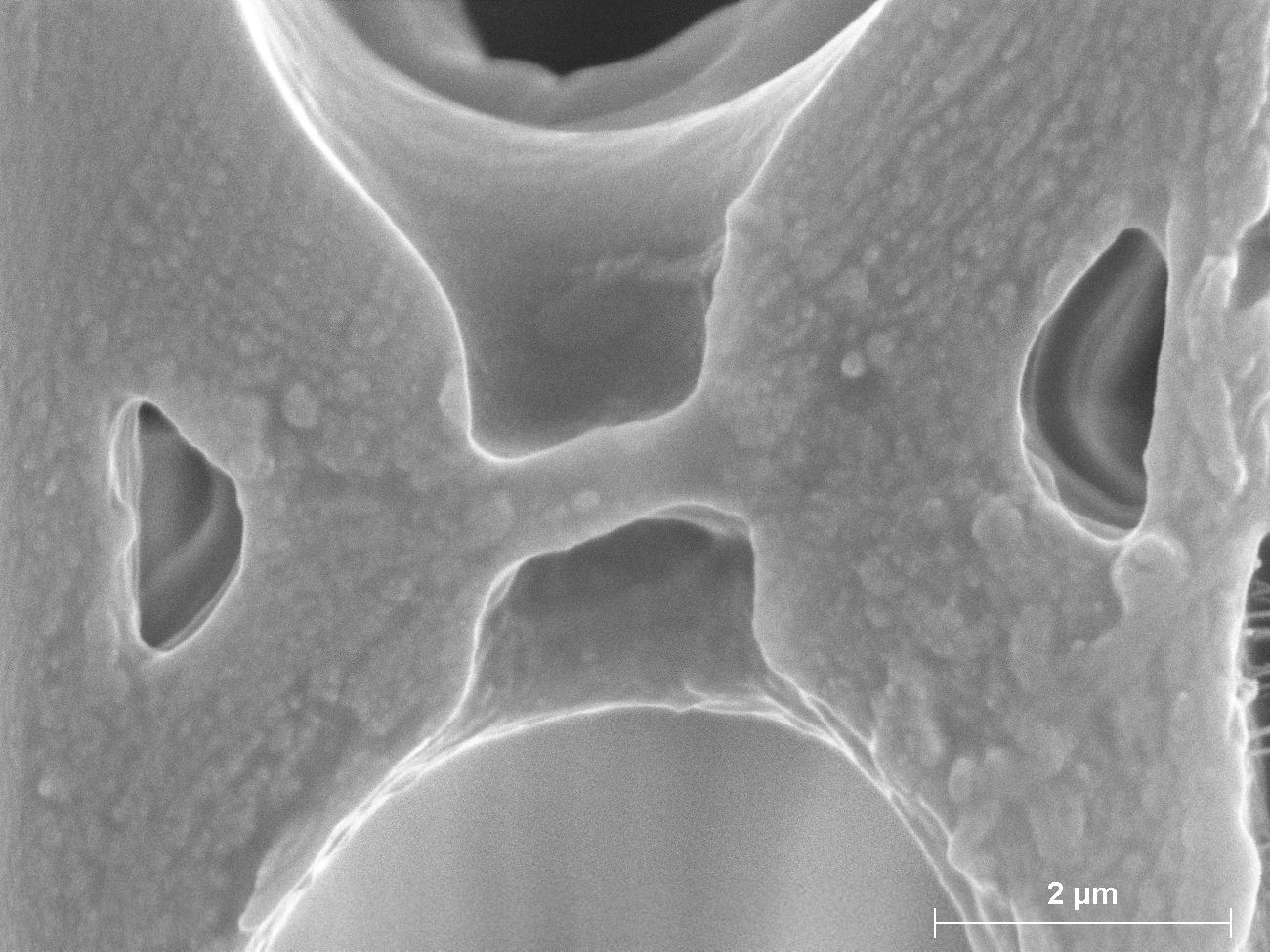
Gewone stippel en intercellulaire ruimte tussen twee straalparenchymcellen bij fijnspar

Bij gewone stippels hebben de cellen aan beide kanten van het kruisingsvlak geen stippelhof. Het gaat dus meestal om levende, niet verhoute parenchymstellen. De plaatsen waar de gewone stippels gevormd zullen worden zijn in de primaire celwand als dunne plekken te herkennen. Deze plekken worden de 'primaire stippelvelden' genoemd.

### Eenzijdige stippel
Bij eenzijdige of blinde stippels bevindt zich slechts aan één kant van het kruisingsvlak een stippel, en niet aan de tegenoverliggende zijde. Het stippelkanaal loopt naar een intercellulaire ruimte of eindigt bij de middenlamel. Waarschijnlijk zijn het onvolgroeide stippels zonder verdere functie.

## Plaatsing van stippels
De stippels die op een houtvat of tracheïde voorkomen, kunnen op verschillende manieren geplaatst zijn:
- Tegenoverstaand: in horizontale rijen, dwars op de lengterichting van het houtvat.
- Alternerend: in diagonale rijen ten opzichte van de lengterichting van het houtvat.
- Laddervormig: deze komen vooral voor als de tracheïde zelf tussenschotten heeft die in een laddervorm geplaatst zijn (laddertracheïden). In dit geval zijn de stippels meestal erg breed, en horizontaal geplaatst. In het geval van varens gaat het hier om hofstippels, en worden deze 'ladderhofstippels' genoemd. Ze hebben een smalle stippelhof en meestal geen torus. Laddertracheïden komen ook voor in het jeugdhout van de Lycopodiopsida, in dit geval gaat het om gewone stippels.